# Kierpce

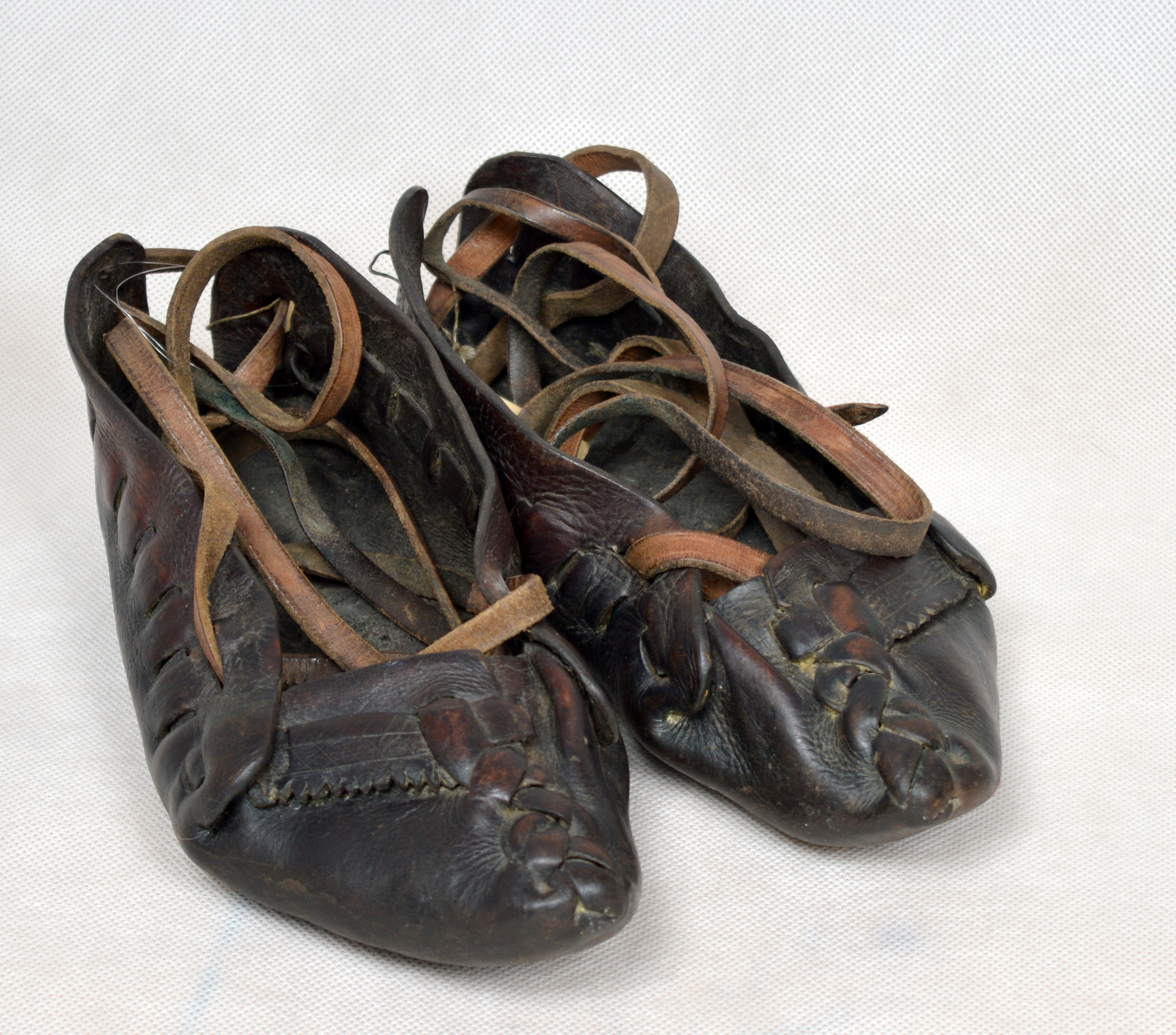
Kobiece kierpce z Podhala (pierwsza połowa XIX w.; eksponat Muzeum Tatrzańskiego w Zakopanem)

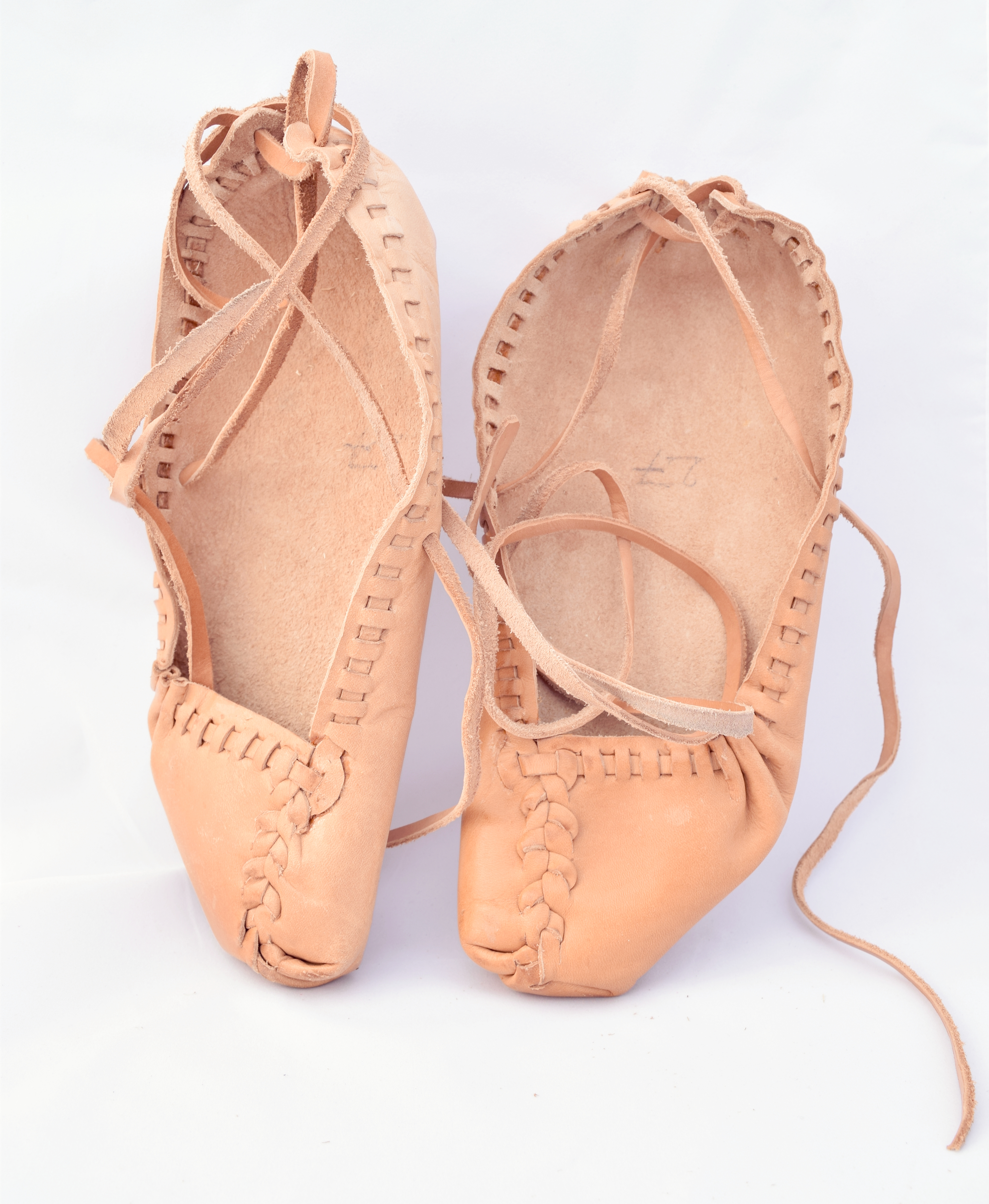
Kierpce wykonane współcześnie (Beskid Śląski, 2016)

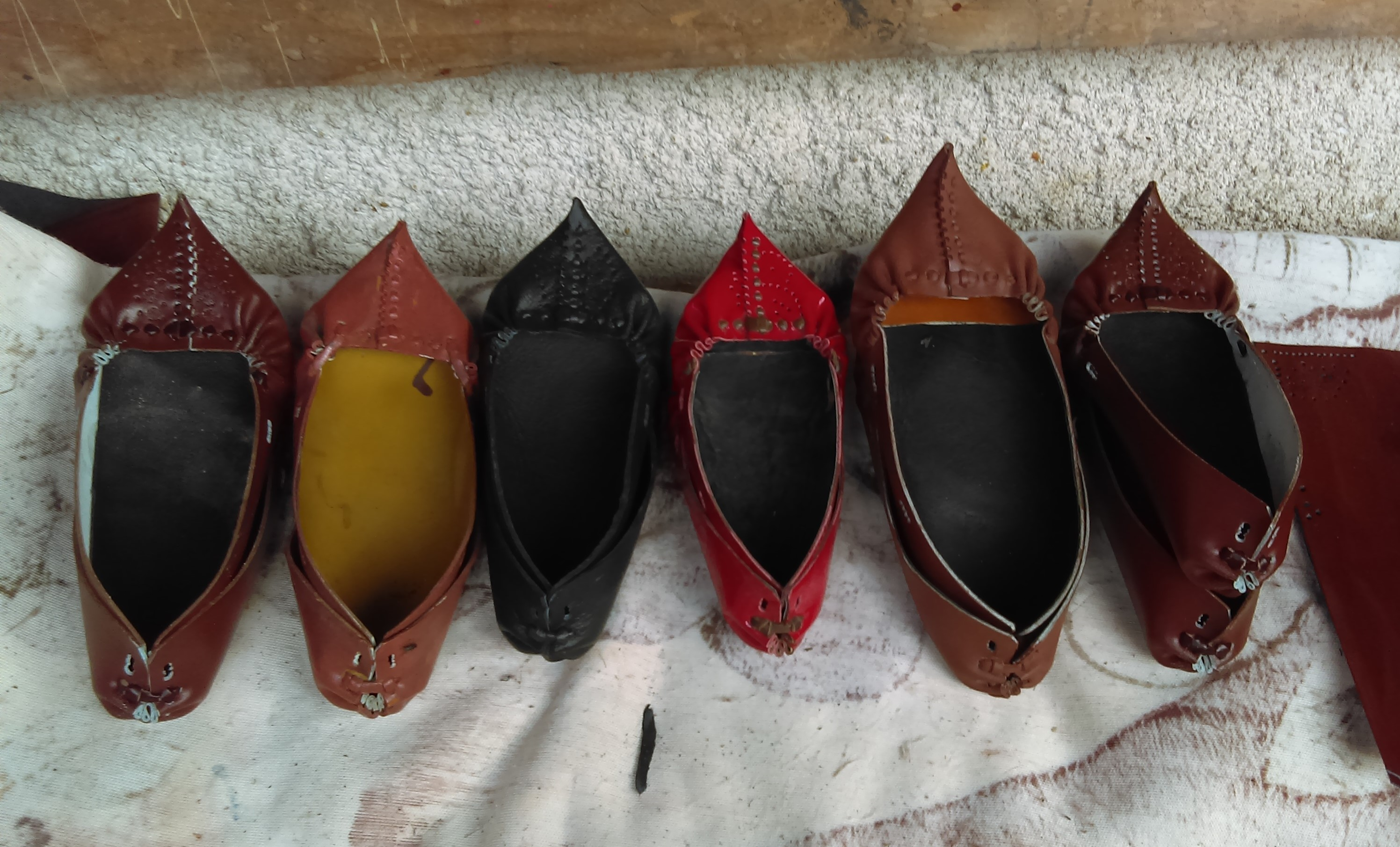
Tradycyjne rumuńskie opinci

Kierpce (gw. kiyrpce, kyrpce, karple, krypcie), lp kierpec – płytkie, lekkie chodaki szyte ręcznie, przeważnie z jednego kawałka skóry, wiązane rzemykami; tradycyjne obuwie skórzane noszone jeszcze współcześnie, m.in. przez górali i mieszkańców łuku karpackiego.

## Pochodzenie
Nazwa ta jest zapożyczeniem z języka słowackiego – od krpec, co do gwar słowackich przeszło z niemieckiego od  określenia Bindische kirpl. W łacinie ten typ obuwia nazywano carbatinae. Kierpce już od wczesnego średniowiecza wytwarzano z twardej skóry, która nadaje im wytrzymałość. Stosowane były powszechnie do XX wieku, m.in. w Karpatach i na Bałkanach; w Rumunii nazywane są opinci, w Bułgarii cyrwuli (albo opynci, opinci), w Macedonii – opanci, w Albanii – opinga.

## Nazwy
Edward Dembowski w swym „Słowniku gwary podhalskiej” (1894) podawał:  'kiérpce', a właściwie 'kyrpiec, kyrpce', obuwie z jednego kawała skóry wykrojone. Z kolei Jan Karłowicz w „Słowniku gwar polskich” (T. 2, 1901) pisał: Kierpeć, lm. kierpce (tak! K.) = obuwie góralskie, dodając za źródłami m.in.: Kierpce = obuwie góralskie z jednego kawałka skóry wyprawnej. Podał również szereg form obocznych nazwy, występujących w różnych regionach: kirpce, kiérpce, kérpce, kierpcie, kyrpce, kyrpcie, krypcie czy krypy.
Ludomir Sawicki, który w 1912 r. prowadził badania nad szałaśnictwem na Wołoszczyźnie Morawskiej, pisał, że tamtejsi pasterze noszą ...k r p c e, wykrojone z jednego kawałka skóry, i przytrzymywane na nodze za pomocą sznurków długich, owiniętych wielokrotnie dookoła dolnych łydek, przy czym w dalszych opisach posługiwał się już literacką formą kierpce. Prowadząc w następnym roku podobne badania na Śląsku Cieszyńskim podał, że tamtejsi owczarze mają ...na nogach k r y p c i e i białe wełniane onuczki (k o p y c a), które w zachodnich okolicach Beskidu śląskiego umocowują na łydkach sznurami (n a w ł o k i).

## W polskim stroju góralskim
W Polsce kierpce znane są przede wszystkim jako element stroju górali podhalańskich i beskidzkich. Paradne męskie kierpce na obcasie zdobiono metalowymi „cętkami”. Modne były w okresie międzywojennym i po II wojnie światowej, obecnie nadal są noszone przez mężczyzn, głównie mieszkańców Bukowiny Tatrzańskiej i okolic.
Górale podhalańscy używali do wyrobu kierpców skóry bydlęcej wyprawionej korą świerkową lub dębową. Obuwie gorszej jakości było wyrabiane ze świńskiej skóry, zwano je popularnie „świńscokami”.
Wyprawianie skóry odbywało się w gospodarstwach domowych. Kupowano również gotową, wyprawioną skórę u garbarzy lub na targach. Z jednego płata skóry wykrawano prostokątny kawałek pasujący rozmiarem do stopy, który łączono pośrodku rzemykiem, przechodzącym dalej przez nacięcia wzdłuż brzegów i zadzierzgiwano na pięcie. Następnie na wysokości palców zawijano narożniki, tworząc szpiczasty czub, tzw. kufę. Na tę archaiczną konstrukcję kierpców zwrócił uwagę Seweryn Goszczyński, który pod datą 30 maja 1832 r. w swym „Dzienniku podróży do Tatrów” pisał, iż góralowi służą ...za obuwie ciżmy skórzane, to jest kawałki skóry przykrępowane tylko do nogi, bez oddzielnych podeszew, rzemiennym sznurowaniem, które dochodzi mniej więcej do połowy łytek.
Kierpce noszono zarówno na co dzień, jak i w niedziele i święta. Nogi przed obuciem owijano lnianymi onucami, w zimie wykonanymi z płatu sukna. Dembowski podawał, że nakładane kierpce były ...długimi rzemieniami wiązane u mężczyzn, u kobiet sznurkami z czarnej wełny (nawłoki). Przytrzymujące rzemienie okręcano na onucach pod nogawicą portek, zimą dla ocieplenia – na wierzchu nogawicy. Obuwie również ozdabiano wytłaczanym wzorem, czyli cyfrowano. W okresie zimowym do kierpców przymocowywano „karple” – konstrukcję z czterech kawałków drewna, która ułatwiała poruszanie się po śniegu. Do przytrzymywania płytkich kierpców służyły rzemienie zapinane na klamerki.
U górali Beskidu Śląskiego i Żywieckiego kierpce odświętne wykonywano ze skóry cielęcej, wyprawianej na kolor jasnobrunatny lub żółty. Zakładano do nich kopyce, wykonane z sukna; pod koniec XIX wieku w użyciu pojawiły się wełniane skarpety. Jako obuwie odświętne wiązane były na nodze zieloną tasiemką. Niezamożne kobiety zakładały je tuż przed wejściem do kościoła.